# Битва на Альті (1019)
Битва на річці Альта — битва, що відбулася 24 липня 1019 року між військами новгородського князя Ярослава Володимировича (Ярослав Мудрий) і дружиною його брата — київського князя Святополка Окаянного, якого підтримували печеніги

## Передісторія
По смерті великого князя київського Володимира Святославича у 1015 році між його синами розгорнулась запекла боротьба за київський престол. Спочатку великим князем став старший син Святополк, але проти нього виступив Ярослав, який за Володимира князював у Новгороді. У битві під Любечем у 1016 році загони Ярослава розбили прибічників київського князя, який втік після цього до володінь свого тестя — польського короля Болеслава Хороброго. 1018 року Болеслав Хоробрий розбив на Бузі військо князя Ярослава і, дійшовши до Києва, поновив на престолі свого зятя; Ярослав тим часом втік до Новгорода і, навіть, намагався втікати далі, до Швеції, але його затримали новгородці, допомогли зібрати нове військо, з яким князь Ярослав знов рушив на Київ.

## Хід битви
За свідченням літописця, «січа була зла, якої ще не бувало на Русі, — сіклися, схоплювалися руками, тричі сходилися битися, по удольям текла кров струмками». До вечора полки Ярослава зуміли, нарешті, переламати хід битви на свою користь і здобули повну перемогу.

## Наслідки битви на Альті
Битва на Альті вирішила результат жорстокої і напруженої боротьби за владу між братами Ярославом і Святополком. Зазнавши тяжкої поразки, Святополк через Берестя утік до Польщі (за іншими джерелами — до Чехії), де й помер. Верховним правителем Київської Русі остаточно став Ярослав Мудрий.